# Fidelis Irhene
Fidelis Irhene (Jos, 20 de enero de 1996) es un futbolista nigeriano. Juega de mediocampista y su equipo es el S. L. Nelas de Portugal.

## Clubes
| Club                        | País     | Año       | Partidos | Goles |
| --------------------------- | -------- | --------- | -------- | ----- |
| F. C. Porto B               | Portugal | 2015-2017 | 0        | 0     |
| Portimonense S. C. (cedido) | Portugal | 2015-2017 | 48       | 1     |
| AEL Limassol                | Chipre   | 2017-2020 | 45       | 2     |
| Doxa Katokopias (cedido)    | Chipre   | 2020      | 4        | 0     |
| C. D. Mafra                 | Portugal | 2020-2021 | 7        | 1     |
| Amora F. C.                 | Portugal | 2021-2022 | 8        | 0     |
| A. C. Marinhense B          | Portugal | 2023-2024 | 24       | 2     |
| S. C. Pombal                | Portugal | 2024-2025 | 0        | 0     |
| S. L. Nelas                 | Portugal | 2025-     | 12       | 0     |

## Palmarés

### Títulos nacionales
| Título         | Club         | País   | Año  |
| -------------- | ------------ | ------ | ---- |
| Copa de Chipre | AEL Limassol | Chipre | 2019 |